# Mindaugas
Mindaugas, aprox. 1200 - tardor de 1263), governant de Lituània, considerat el fundador de l'estat lituà. També va ser el primer governant de Lituània a convertir-se al cristianisme.
Mindaugas amb èxit es va imposar sobre altres importants nobles lituans i caps tribals incloent el seu germà i els seus nebots, el 1236. L'estat format sota la seva direcció, incloïa la Lituània pròpia, Samogitia, i gran part de Belarús. El 1250 o 1251 Mindaugas va acceptar el baptisme dels Cavallers livonians, disminuint la pressió occidental del seu estat contra l'Orde teutònic, Livònia i de Daniel de Galítzia. El 1253 va rebre una corona reial del papa Innocenci IV.
Amb l'oest per un temps estabilitzat, Mindaugas va continuar la seva expansió a l'est de les terres russes, que havia començat a la dècada de 1230. Els seus esforços van conduir a la incorporació de més territoris russos a Lituània a compte dels dominadors mongols de Rússia. De fet, les campanyes de Mindaugas a l'est van aturar una unitat mongola cap al Bàltic.
Mindaugas va dirigir la seva atenció novament cap a l'oest a la fi de la dècada de 1250, quan els Cavallers livonians van envair Samogítia, provocant una revolta local. Mindaugas va donar suport clandestinament els samogitians i va tornar al paganisme. El 1263, ell i dos dels seus fills van ser assassinats per un grup de rivals samogitians.